# LehrplanPLUS
Der LehrplanPLUS ist ein für alle allgemeinbildenden Schulen sowie die Wirtschaftsschulen und die beruflichen Oberschulen in Bayern im Schuljahr 2017/2018 eingeführtes Curriculum. Der LehrplanPLUS Förderschule erlangte zum Schuljahr 2019/2020 Gültigkeit. Der LehrplanPLUS legt den Schwerpunkt auf Kompetenzorientierung. Er wird vom Staatsinstitut für Schulqualität und Bildungsforschung (ISB) implementiert.
Der LehrplanPLUS gliedert sich in einzelne Abschnitte:
- Bayerische Leitlinien für die Bildung und Erziehung von Kindern (nur Grundschule)
- Bildungs- und Erziehungsauftrag
- Schulart- und fächerübergreifende Bildungs- und Erziehungsziele
- Fachprofile
- Grundlegende Kompetenzen der Jahrgangsstufe
- Fachlehrpläne der Jahrgangsstufen mit Kompetenzerwartungen und Inhalten